# Кукла (телесериал)
«Кукла» (пол. Lalka) — польский драматический телесериал, поставленный режиссёром Рышардом Бером по одноимённому роману Болеслава Пруса. Вторая экранизация романа после художественного фильма 1968 года, поставленного Войцехом Хасом.
Сериал снимался в 1977—1978 годах. Премьерный показ 9-серийного фильма стартовал в Польше 17 сентября 1978 года и прошёл в течение одного сезона.
В 1980 году сериал был показан в СССР по Центральному телевидению.

## Сюжет
Сериал повествует о жизни и любви Станислава Вокульского, отпрыске захудалого польского дворянского рода. Рано осиротев и не имея средств к существованию, Вокульский вынужден заниматься презренным с точки зрения польской шляхты трудом — работать официантом в ресторане, а позже — приказчиком в галантерейном магазине. Его попытки получить университетское образование и стать представителем интеллигентного сословия встречаются лишь презрением. Не меняет отношение к Вокульскому и его участие в польском восстании 1863—1864 годов и последующая ссылка в Сибирь.
Лишь женитьба на вдове владельца магазина, где он служил, и унаследование магазина после её смерти, позволяет Вокульскому поправить свое материальное положение. Но в этот момент 45-летнего главного героя, как ударом молнии, поражает любовь к гордой и недоступной юной аристократке Изабелле Ленцкой, наследнице знатной семьи, находящейся, однако, на грани финансового краха. Вокульский делает все, чтобы завоевать благосклонность Изабеллы: едет в Болгарию, на Русско-турецкую войну 1877—1878 гг., где на военных поставках увеличивает свой капитал почти в десять раз; открывает большой магазин в самом центре Варшавы, на Краковском предместье; учреждает торговую компанию, в которую в числе других аристократов привлекает и Томаша Ленцкого, отца Изабеллы; наконец просто помогает Ленцкому материально, скупая, а затем уничтожая его векселя, втридорога покупая его ставший убыточным доходный дом и даже нарочно проигрывая ему по мелочам в карты, давая тем самым Ленцкому средства на ведение домашнего хозяйства и карманные расходы.
Всё тщетно: деньги не могут сделать его любовь взаимной. Изабелла холодна как фарфоровая кукла, в судебное дело о краже которой Вокульский оказывается неожиданно вовлечённым. А для высшего света он остается всего лишь нахальным выскочкой.
Мощный, несгибаемый человек огромной энергии, Станислав Вокульский надламывается и не выдерживает столкновения с окружающей его реальностью. Став в поезде свидетелем того, как Изабелла, незадолго до этого милостиво согласившаяся принять предложение руки и сердца Вокульского, флиртует со своим кузеном, при этом невеста в разговоре отзывается о будущем муже в весьма презрительном тоне, Вокульский на ближайшей же остановке поезда пытается покончить жизнь самоубийством, а когда его от рокового шага удерживает когда-то облагодетельствованный им стрелочник, попросту исчезает, оставив завещание, по которому, однако, распределяется далеко не всё его состояние.

## В ролях

### В главных ролях
- Ежи Камас — Станислав Вокульский
  - Анджей Прецигс — Станислав Вокульский в юности (озвучил Ежи Камас)
- Малгожата Браунек — Изабелла Ленцкая
- Бронислав Павлик — Игнаций Жецкий

### В остальных ролях (персонажи, проходящие через все действие сериала)
- Эмиль Каревич — Томаш Ленцкий, отtц Изабеллы
- Анна Милевская — Флорентина, кузина Изабеллы
- Ян Энглерт — Мрачевский, приказчик в магазине Вокульского
- Стефан Фридман — Клейн, приказчик в магазине Вокульского
- Войцех Покора — Лисецкий, приказчик в магазине Вокульского
- Чеслав Воллейко — барон Кшешовский
- Алина Яновская — баронесса Кшешовская
- Юзеф Дуряш — Август Кац, приказчик в магазине Минцлей, друг Жецкого
- Влодзимеж Борунский — доктор Михал Шуман, друг Вокульского
- Анджей Заорский — Юлиан Охоцкий, кузен Изабеллы, ученый и изобретатель
- Зофия Ярошевская — председательша Заславская
- Барбара Вжесиньская — Казимера Вонсовская
- Петр Фрончевский — Генрик Шлангбаум
- Влодзимеж Квасковский — старый Шлангбаум, отец Генрика
- Роман Вильгельми — Казимеж Старский, кузен Изабеллы
- Марта Липиньская — Гелена Ставская
- Данута Шафлярская — Ядвига Мисевичова, мать Гелены Ставской
- Эдита Гармоза — Гелюся, дочь Гелены Ставской
- Здзислав Маклякевич — Константин, камердинер барона Кшешовского

## Съёмочная группа
- Авторы сценария:
  - Александр Сцибор-Рыльский
  - Ядвига Войтылло
- Режиссёр: Рышард Бер
- Оператор: Яцек Корцелли
- Главный художник: Анджей Плоцкий
- Композитор: Анджей Курылевич[пол.]
- Директора телефильма:
  - Ян Шиманский
  - Рышард Барский

## Критика
Рецензент польского журнала Tele Magazyn, предваряя очередной показ сериала, намеченный на 25 сентября 2017 года на польском телеканале «Культура», выразил мнение, что, несмотря на критические замечания в адрес режиссёра касательно подбора актёрского состава, фильм выдержал проверку временем и снискал симпатию телезрителей, о чём свидетельствуют его многочисленные повторные показы по телевидению.

## Награды
- 1978 — Фестиваль польского телевизионного творчества в Ольштыне:
  - Бронислав Павлик — за исполнение роли Игнация Жецкого
  - Влодзимеж Борунский — за исполнение роли доктора Шумана
- 1979 — «Золотой экран» (награда журнала «Экран»[пол.]):
  - Рышард Бер — за режиссуру телефильма «Кукла»
  - Бронислав Павлик — за исполнение роли Игнация Жецкого
- 1979 — награда Председателя Комитета по делам радио и телевидения ПНР:
  - Ежи Камас — за творческое сотрудничество с Польским телевидением, особо отмечая исполнение роли Станислава Вокульского в телефильме «Кукла»
  - Бронислав Павлик — за творческое сотрудничество с Польским телевидением, особо отмечая исполнение роли Игнация Жецкого в телефильме «Кукла»
  - Съемочная группа телефильма «Кукла» в составе

Александр Сцибор-Рыльский — автор сценария
Ядвига Войтылло — автор сценария
Яцек Корцелли — оператор
Анджей Плоцкий — главный художник
Ян Шиманский — директор телефильма
Рышард Барский — директор телефильма
- 1979 — награда Шефа кинематографии ПНР:
  - Рышард Бер — за создание художественных фильмов и творческое сотрудничество с Польским телевидением, особо отмечая режиссуру телефильма «Кукла»[1]

## Список серий
1. Возвращение / Powrót (78 минут)
2. Дневник старого приказчика / Pamiętnik starego subiekta (73 минуты)
3. Барские забавы / Wielkopańskie zabawy (78 минут)
4. Первое предупреждение / Pierwsze ostrzeżenie (78 минут)
5. Видения / Widziadło (79 минут)
6. Сельские развлечения / Wiejskie rozrywki (78 минут)
7. Продолжение дневника старого приказчика / Ciąg dalszy pamiętnika starego subiekta (78 минут)
8. Дамы и женщины / Damy i kobiety (78 минут)
9. Душа в летаргии / Dusza w letargu (78 минут)